# Манно
Манно (яп. まんのう町 Манно:-тё:) — посёлок в Японии, находящийся в уезде Накатадо префектуры Кагава. Площадь посёлка составляет 194,33 км², население — 18 511 человек (1 августа 2014), плотность населения — 95,26 чел./км².

## Географическое положение
Посёлок расположен на острове Сикоку в префектуре Кагава региона Сикоку. С ним граничат города Такамацу, Маругаме, Дзенцудзи, Митоё, Миёси, Мима и посёлки Котохира, Аягава, Хигасимиёси.

## Население
Население посёлка составляет 18 511 человек (1 августа 2014), а плотность — 95,26 чел./км². Изменение численности населения с 1980 по 2005 годы:
| 1980 | 23 049 чел. |  |
| 1985 | 23 075 чел. |  |
| 1990 | 22 497 чел. |  |
| 1995 | 21 756 чел. |  |
| 2000 | 20 969 чел. |  |
| 2005 | 19 896 чел. |  |